# Fluid de tracció

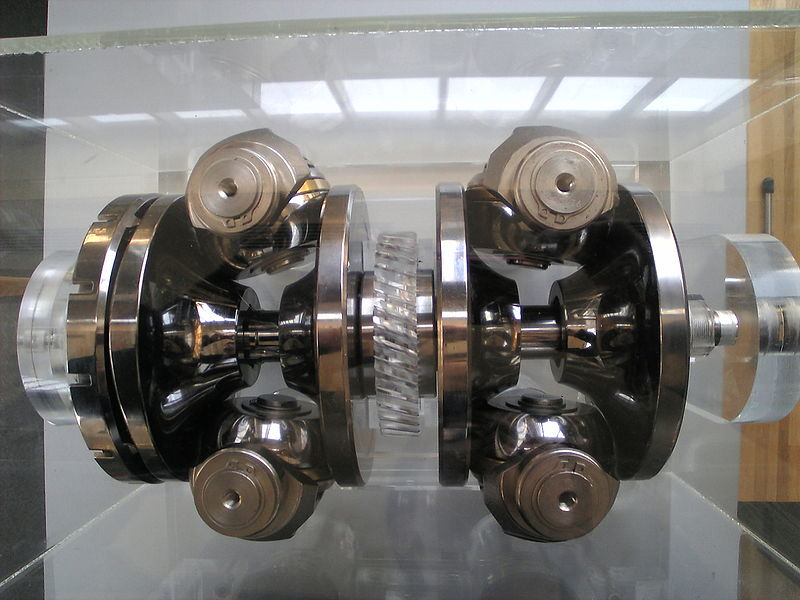
Transmissió CVT Extroid basada en elements metàl·lics llisos i un fluid de tracció.

Un fluid de tracció es defineix a partir de les seves propietats reològiques: a baixa pressió és un líquid amb una viscositat petita o moderada però, a pressions molt altes (entre 1 GPa i 3 GPa) es transforma en sòlid.
Aquestes propietats fan que els fluids de tracció es puguin emprar en transmissions mecàniques per fricció amb elements transmissors de parell de materials metàl·lics llisos.
L'any 1968 les empreses Monsanto Company i Sun Oil presentaren el primer fluid de tracció anomenat Santotrac.

## Introducció
L'exposició de les propietats i beneficis dels fluids de tracció pot ser més entenedora amb algunes explicacions prèvies. L'aplicació més important dels fluids de tracció és el seu ús en transmissions de velocitat variable. Els problemes d'aquestes transmissions es poden considerar com la síntesi de casos més senzills i coneguts com els que es presenten a continuació.

### Ferrocarrils
Els sistemes de tracció amb elements metàl·lics llisos han estat usats, pel cap baix, des de l'aparició dels ferrocarrils. Les rodes motrius de la locomotora són d'acer i llises, metre que els carrils també són d'acer i llisos. La capacitat de transmetre potència està limitada pel coeficient de fregament entre roda i carril (en el cas metall-metall és molt baix) i la força perpendicular que la roda aplica sobre la via.
Pels motius anteriors el pendent de les vies d'un ferrocarril convencional és limitat. En ferrocarrils de muntanya, amb pendents pronunciats, cal adoptar el sistema de cremallera (les rodes de tracció deixen de ser llises). De manera anàloga, per culpa de la baixa fricció metall-metall, hi ha la tradició de tirar sorra a la via en les frenades i les acceleracions brusques, limitant el lliscament de les rodes sobre la via.

### Caixes de canvis de rodes dentades
En una caixa de velocitats convencional d'un automòbil, la transmissió de potència (un cert parell motor a una determinada velocitat de rotació) s'efectua entre rodes dentades. El coeficient de fregament cal que sigui el menor possible i l'ajuda d'un lubricant és beneficiosa.

### Rodaments
Els rodaments serveixen per a suportar càrregues (forces) perpendiculars. Les forces poden ser molt altes però no hi ha transmissió potència. Les forces tangencials són nul·les. Les tensions sobre els elements (boles i pistes de rodadura) són molt altes.

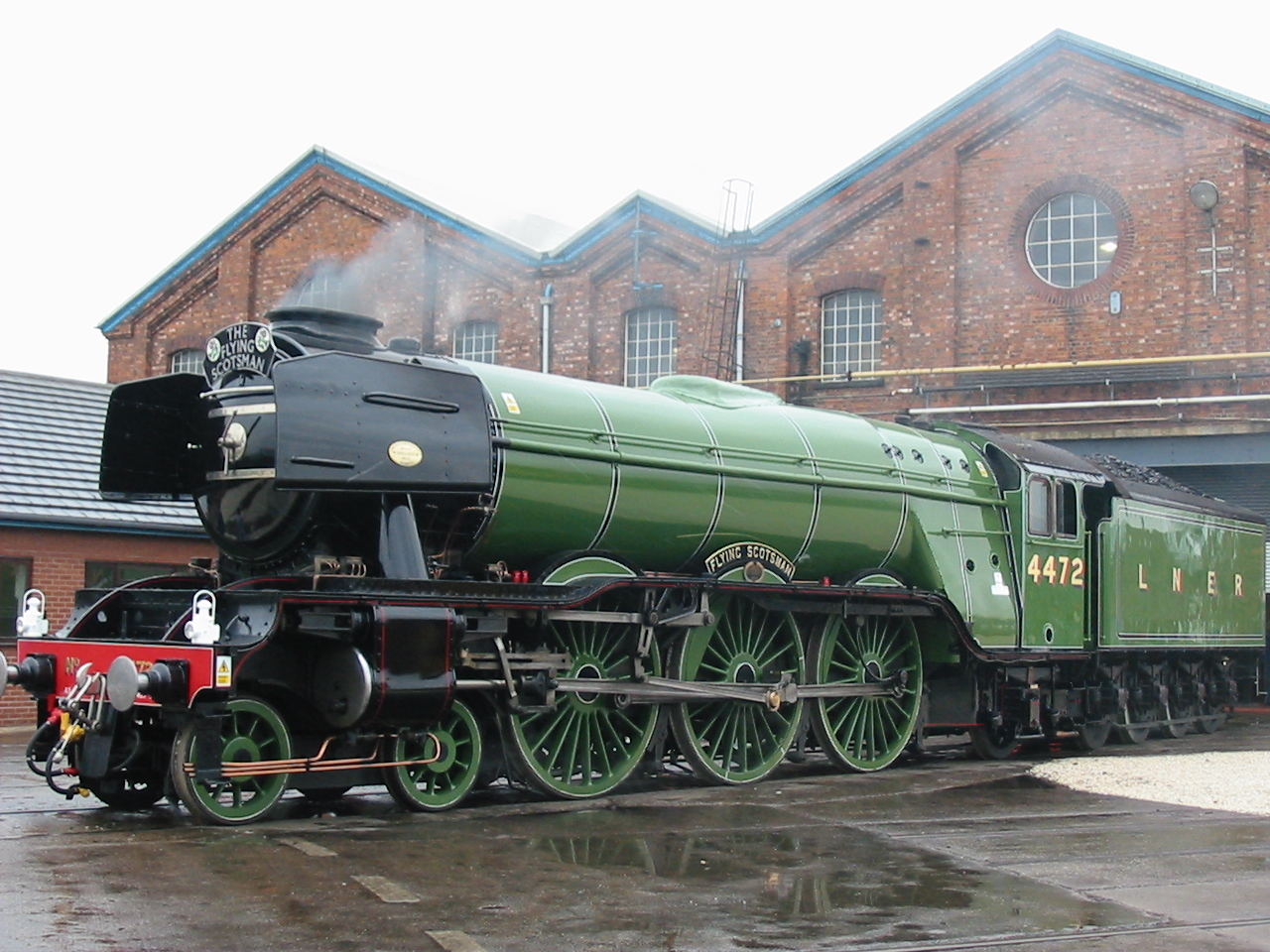
Locomotora de vapor amb sis rodes motrius. Forces perpendiculars de contacte moderades. Tracció per forces tangencials a les rodes. Sense lubricant que faria patinar les rodes.
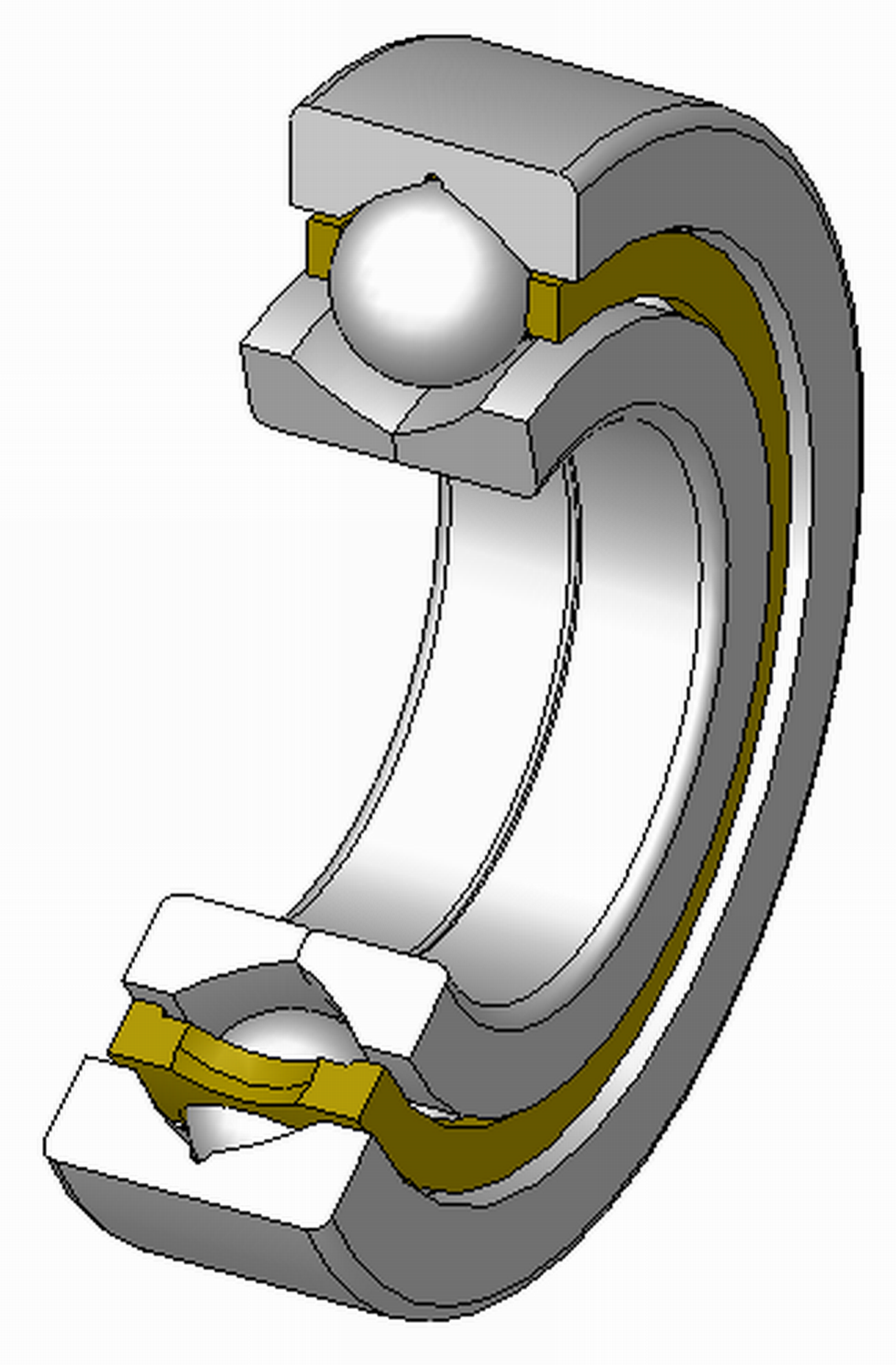
Rodament de boles. Forces perpendiculars molt altes. Sense forces tangencials en no haver transmissió de potència.

### Resum preliminar
Podria dir-se que les transmissions basades en el fregament (transmissions de tracció)-amb relació de transmissió fixa o variable- combinen els sistema de tracció dels trens i les tensions de contacte de Hertz dels rodaments.

## Variadors basats en el fregament
Un variador de velocitat basat en el fregament de dos elements metàl·lics giratoris es pot simplificar en la descripció següent: hi ha un element primari (motor) que gira a la velocitat del motor (velocitat d'entrada); també hi ha un element secundari (receptor) que gira a la velocitat determinada per l'element d'entrada, la geometria respectiva (relació de transmissió) i el contacte entre els dos elements. La transmissió de potència és similar a la de les rodes d'una locomotora cap a la via.
La velocitat de sortida variable s'obté variant la posició relativa entre els elements d'entrada i de sortida, acció que determina una relació de transmissió variable. Els dos elements metal·lics llisos i en contacte estàn forçats per una empenta (força perpendicular a les superfícies de contacte) considerable. En principi la presència d'un lubricant semblaria desaconsellable. En el cas de la locomotora l'oli faria patinar les rodes motrius.

### Primeres patents
- La primera patent data de 1877, en benefici de C.W. Hunt. El sistema incorporava un tercer element entre el primari i el secundari. Orientant la posició d'aquest tercer element s'obtenia una relació de transmissió variable.[7]
- La segona patent fou concedida el 1933 a Frank Anderson Hayes.[8] La fábrica d'automòbils Austin la va aplicar a alguns dels seus automòbils.[9] Les transmissions Hayes estaven dissenyades per a treballar en bany d'oli. Es tractava d'un oli especial que calia canviar sovint i que, d'acord amb la teoria, obligava a unes pressions de contacte més grans entre els elements de transmissió. El funcionament era correcte però la vida útil era limitada (de l'ordre de 10.000 km).

### Sistemes moderns
Sense entrar en detall hi diverses companyies, marques comercials i dissenys diferents de CVT's. Noms com Perbury, Torotrak, Nissan-Jatco (toroidal), Powertoros i altres, investigaren i produïren transmissions variables basades en elements de metall llisos de revolució. En alguns casos foren comercialitzats alguns automòbils de gran potència. En cada aplicació un fluid de tracció fou indispensable per a transmetre potències elevades emprant variadors de dimensions i pesos reduïts.
- El 1999 fou comercialitzat per primer cop un automòbil amb un CVT semi-toroidal (Nissan Cedric/Gloria Extroid).[14][15]

## Necessitat dels fluids de tracció
La transmissió de potència per fregament entre dos elements circulars es produeix per la força tangencial de la superfície de contacte. Al mateix temps, la força tangencial és igual al producte de la força perpendicular i el coeficient de fregament.
Però el coeficient de fregament acer-acer és molt baix. Així, la transmissió d'una potència elevada exigiria una força perpendicular molt alta. Les forces molt elevades aplicades sobre superfícies petites foren estudiades per Heinrich Rudolf Hertz. Les tensions concentrades (tensions de contacte de Hertz) poden ser, i en molts casos ho són, molt destructives. Les transmissions acer-acer sense lubricant o amb un lubricant convencional tenen una vida molt curta i no són adequades per a la majoria d'aplicacions (transmissions d'automòbils en particular).
Un fluid de tracció permet dissenyar elements de transmissió que funcionen sense entrar en contacte directe. La força tangencial és transmet mitjançant el fluid de tracció (que en l'àrea de contacte actua com un sòlid). A efectes pràctics el coeficient de fregament aparent augmenta i les forces perpendiculars (amb les tensions de Hertz associades) poden ser més petites. A la pràctica això implica unitats CVT més petites i més lleugeres, que poden transmetre potències elevades amb una vida útil satisfactòria.
En el sistema Powertoros les rodes metàl·liques no estan en contacte directe. La força es transmet per una capa de fluid de tracció d' 1/1000 de mm.

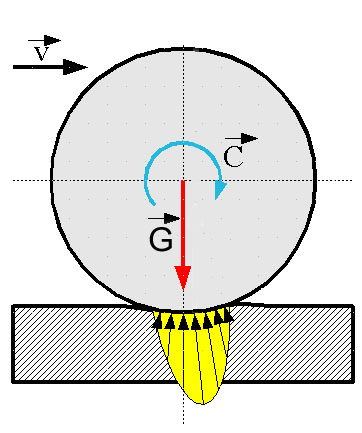
Figura aproximada: amb una força perpendicular (representada per G) elevada l'àrea groga de la figura representaria les tensions de Hertz
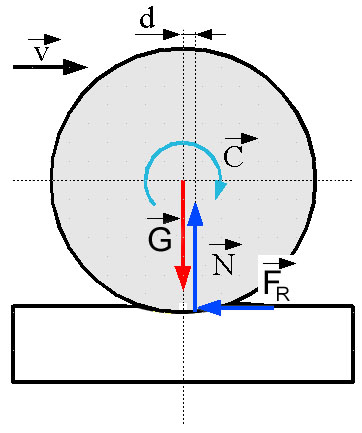
La força perpendicular G implica la força tangencial FR

## Altres aplicacions
Els fluids de tracció ofereixen la posibilitat de fabricació de  reductors de rodes llises amb una relació de transmissió constant. Els avantatges teòrics són molt importants; hi ha una reducció de soroll molt sensible (a diferència dels engranatges en les rodes llises no hi ha dents que puguin xocar), i el rendiment hauria de ser més elevat. Els costos de fabricació també haurien de ser més econòmics. Des del punt de vista teòric, els reductors de rodes llises permeten obtenir qualsevol relació de transmissió. Els radis de la roda motora i la roda resistent poden variar en proporcions infinitesimals, oferint una variació contínua de la relació de transmissió. Les rodes dentades ofereixen una variació discreta. Amb un parell de rodes dentades engranades no tots els valors són possibles. El número de dents ha de ser enter. No hi ha rodes dentades de, per exemple, 21,4 dents. Si que hi ha rodes dentades de 21 dents i de 22 dents.